# Bazinul Vienei

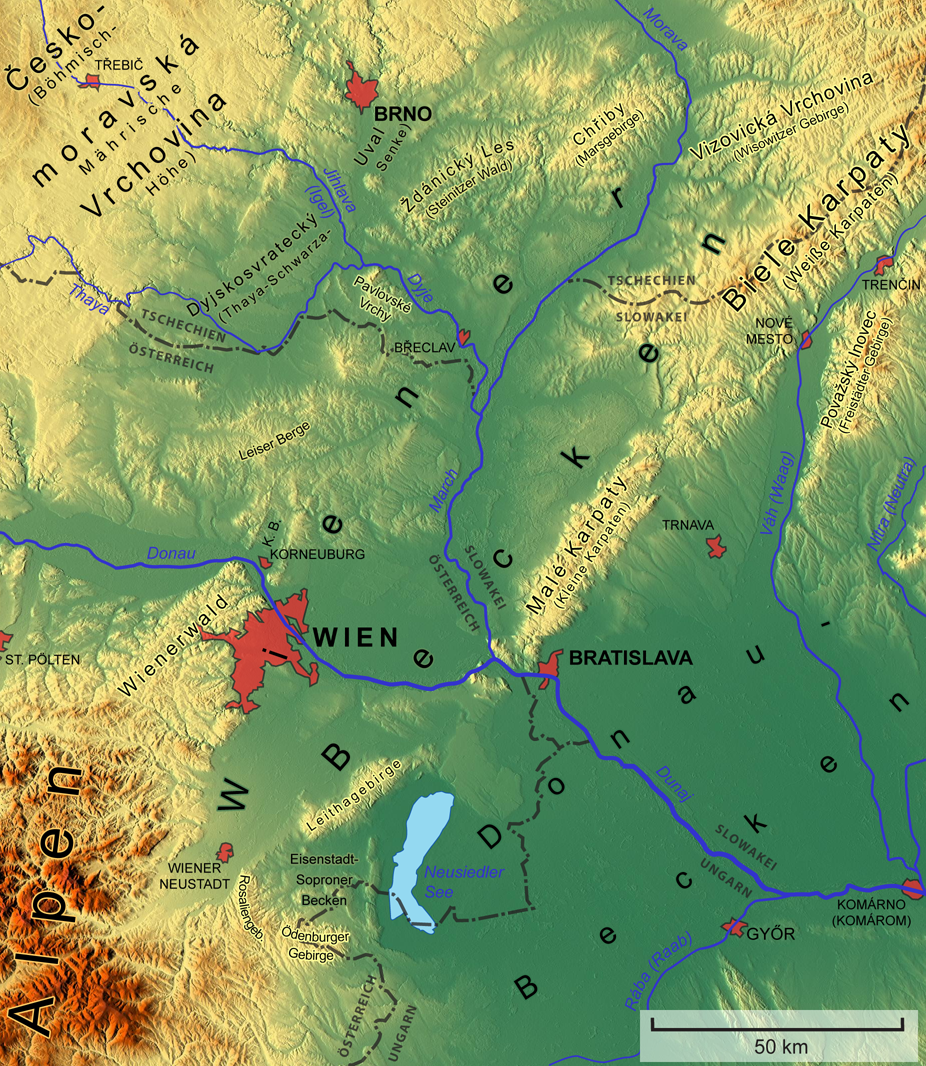
Arealul Bazinului Vienei, astăzi

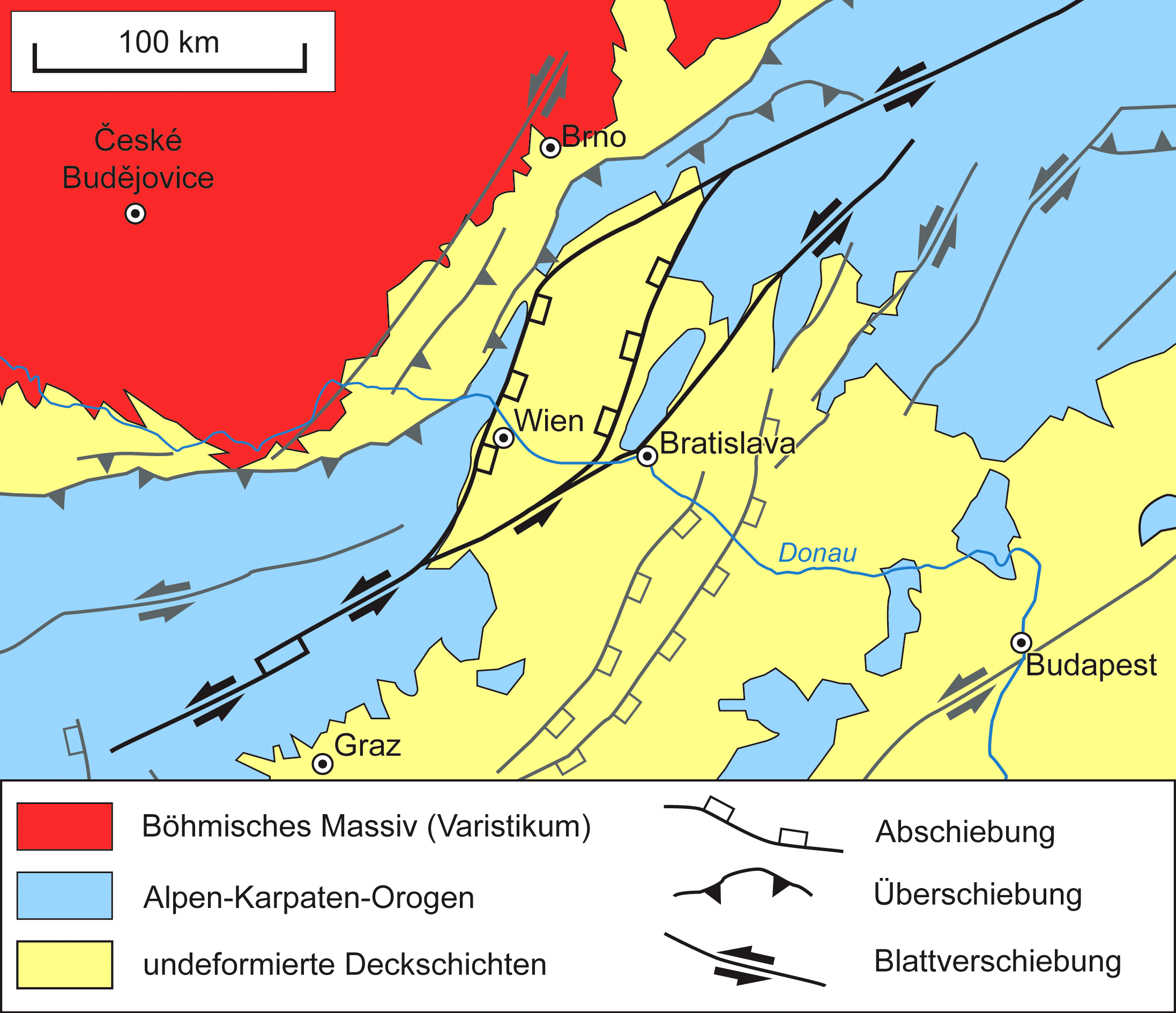
Harta geologică simplificată a Bazinului Vienei și a zonelor adiacente. Mișcările tectonice direct asociate bazinului sunt reprezentate în negru; celelalte din apropiere sunt afișate în gri. Săgețile reprezintă direcțiile de alunecare de-a lungul faliilor, triunghiurile marchează zonele de șariaj, iar dreptunghiurile zonele de acoperire. Cu roșu este marcat Masivul Boemiei, cu albastru orogenul alpin și carpatic, iar cu galben structurile nedeformate

Bazinul Vienei este un bazin de sedimentare care a aparținut domeniului Paratethys. Este situat în Europa Centrală și este delimitat de către prelungirile estice ale Munților Alpi (Munții Pădurea Vienei și Alpii Gutenstein la vest și Munții Leitha la sud-est) și cele vestice ale Munților Carpați (Carpații mici la vest).
Dunărea intră în bazin prin Poarta Vienei și-l părăsește în est prin Poarta Devín, situată în Carpații Mici